# Michele Ranchetti
Michele Ranchetti (Milano, 14 ottobre 1925 – Firenze, 2 febbraio 2008) è stato uno storico, traduttore e poeta italiano.
Tra gli storici italiani della Chiesa e delle religioni Ranchetti è senza dubbio stato uno dei più eclettici. Allievo di Federico Chabod, dopo un'esperienza professionale come assistente di Adriano Olivetti a Ivrea fu chiamato nel 1963 da Delio Cantimori a insegnare nell'Università di Firenze, dove gli successe come professore di Storia della Chiesa. Si è anche distinto come poeta, pittore, saggista e traduttore dal tedesco.
Nella sua opera di consulente editoriale e traduttore, curò l'edizione italiana delle opere di Wittgenstein, Gustav Jung, Celan, Rilke, Benjamin; per la Arnoldo Mondadori Editore l'edizione della Bibbia nella classica traduzione di Giovanni Diodati. Importante è anche la sua partecipazione alla vita della casa editrice Quodlibet, per la quale negli ultimi anni diresse la collana Verbarium, e alla vita culturale italiana e internazionale.

## Premi letterari
Ha vinto nel 1964 il Premio Soverato per la saggistica con Cultura e riforma religiosa nella storia del modernismo, Einaudi, Torino, 1963. Autore di tre raccolte di poesia, Michele Ranchetti ha vinto inoltre il Premio Viareggio nel 2001 con la raccolta intitolata Verbale, con la quale si è aggiudicato anche il primo posto nella XVII edizione del Premio di poesia Lorenzo Montano. La traduzione di Sotto il tiro di presagi. Poesie inedite 1948-1969 di Paul Celan (in collaborazione e a pari merito con Jutta Leskien) ha ricevuto il Premio Monselice di traduzione 2002.

## Opere
- Cultura e riforma religiosa nella storia del modernismo, Einaudi, Torino, 1963.
- La mente musicale, Garzanti, Milano, 1988 [raccolta di poesie dal 1938 al 1986]
- Gli ultimi preti. Figure del cattolicesimo contemporaneo, Edizioni Cultura della Pace, S. Domenico di Fiesole (FI), 1997.
- (con Mauro Bertani, curr.), La psicoanalisi e l'antisemitismo, Einaudi, Torino, 1999.
- Scritti diversi. Vol. 1: Etica del testo, a cura di Fabio Milana, Edizioni di Storia e Letteratura, 1999.
- Scritti diversi. Vol. 2: Chiesa cattolica ed esperienza religiosa, a cura di Fabio Milana, Edizioni di Storia e Letteratura, 2000.
- Scritti diversi. Vol. 3: Lo spettro della psicoanalisi, a cura di Fabio Milana, Edizioni di Storia e Letteratura, 2000.
- Verbale, Garzanti, Milano 2001 (vincitore del premio "Viareggio-Repaci", 2001);
- Scritti in figure, Edizioni di Storia e Letteratura, 2002;
- Non c'è più religione. Istituzione e verità nel cattolicesimo italiano del Novecento, Garzanti, Milano 2003.
- Poesie ultime e prime, Verbarium Quodlibet 2008;
- Scritti diversi. Vol. 4: Ulteriori e ultimi (2000-2008), a cura di Fabio Milana, Edizioni di storia e letteratura 2010; con annesso dvd Rifiuto d'ordine a profitto del contesto. Michele Ranchetti si racconta (25 ottobre 2005), a cura del collettivo minimo torinese
- AA. VV., Anima e paura. Studi in onore di Michele Ranchetti, Quodlibet, Macerata 1998.

### Traduzioni
- Ultime lettere da Stalingrado, Torino, Giulio Einaudi Editore, 1958.
- Ved Mehta, Teologi senza Dio, Torino, Einaudi, 2069.